# Managementul cunoașterii
Managementul cunoașterii (engleză knowledge management, prescurtat KM) reprezintă procesul de gestionare a cunoștințelor. În context organizațional, KM reprezintă procesul de managerizare a cunoașterii organizaționale în scopul creării valorii în activitate și generării de avantaj competitiv. Crearea cunoașterii în cadrul organizației este esențială, aceasta fiind de fapt cea mai mare capabilitate a unei companii, în mod special pentru că duce la inovație. (I. Nonaka - Knowledge Creation, 1996).
În tendința actuală de dezvoltare este necesar să înțelegem și să controlăm schimbarea, dar mai important este să fim cu un pas înaintea schimbării. (P.Druker - Managing in the Next Society, 2002) 

## Istoric
Conceptul de Knowledge Management (KM) și certificarea internaționala a acestui set de competențe și abilități de consultanță și training au la bază un program demarat inițial în Statele Unite (Washington D.C.) în anul 1998
Dezvoltarea ulterioară a acestui concept și sistem de certificare de tip Knowledge Management a condus, în anul 2004, la fondarea International Knowledge Management Institute (IKMI). Acesta funcționează ca o instituție educațională cu vocație mondială și, simultan, ca asociație de afaceri, cu filiale in Europa, Asia, Australia, Africa, Orientul Mijlociu și America de Nord. 
În Europa de Est este reprezentată sub numele de Knowledge Management Institute-România.

## Contextul actual
Managementul Cunoașterii reprezintă cea mai recentă și inovativă filieră de formare, certificare și cooperare internațională în domeniul managementului în domeniul consultanței globale, lansată și consolidată la începutul acestui deceniu dinspre Statele Unite prin activitățile și proiectele coordonate de specialiștii International Knowledge Management Institute (Washington D.C.) pe toate cele cinci continente. Pentru Europa de Est, sucursala de reprezentare se află la București, fiind prezidată de Dl Octavian ȘERBAN, MBA la Georgetown University, Certified Knowledge Manager, doctor în economie, trainer și manager de proiecte internaționale cu o vastă experiență internațională și cu mediul de afaceri intern prin activitatea depusă în cadrul Ministerului Economiei și în proiecte sub egida Comisiei Europene. (vezi Revista ”Tribuna Economică” - Suplimentul ”Economiei și Administrație Publică Locală, nr 5/mai 2009). În Europa, IKM Institute mai are deja deschise reprezentanțe extrem de active la Londra și Basel (Elveția).
Orientarea tematică majoră a Comunitatii KM în Romania a avut în special în vedere sprijinirea tuturor managerilor, experților sau întreprinzatorilor motivați să folosească noul know-how KM, acumulat în procesul concret de accesare, gestionare, evaluare și audit ale proiectelor și investițiilor ce au la baza co-finanțare din fonduri UE.

## Concept
Cunoașterea este formată din cunoaștere tacită - ceea ce nu se vede, e în mintea omului, o contopire de experiență, educație, sentimente, motivație și personalitate, și cunoașterea explicită - ceea ce este palpabil: documente scrise sau sub forma electronică, manuale, prezentări vizuale și software-uri. Cunoașterea este ca un iceberg: 20% este la suprafața apei și corespunde cunoașterii explicite, iar 80% este sub apă și reprezintă cunoașterea tacită. Efortul specialistului în KM este de a scoate cât mai mult din cunoașterea tacită la ”suprafață”. (Nonaka, Enabling Knowledge Creation, 2000)

## Vectori centrali de interes și acțiune
1. KM înlesnește crearea, comunicarea și aplicarea cunoștințelor de toate felurile pentru a obține cea mai mare valoare din derularea unei activități specifice (core competencies). 
2. KM este folosit și pentru rezolvarea problemelor apărute în organizație, precum și în cazul în care avem de-a face cu un produs sau serviciu ce constituie o inovație. 
3. KM facilitează stabilirea unor relații superioare cu beneficiarii, partenerii și furnizorii. 
4. KM guvernează și îmbunătățește practicile de operare și procesele.
KMC (Knowledge Management Community) s-a evidențiat prin consecințe benefice precum:
- capacitatea de a constitui un motor central al evoluției carierei profesionale de manager, consultant, expert sau lider;
- un procent 80% din organizațiile care au adoptat bunele practici, de pilda, în SUA, prin intermediul KMC s-au internaționalizat ulterior;
- ghidajul/ mentoratul noilor membri ai organizațiilor ce adoptă asemenea practici se distribuie între un mentor principal și alte persoane din diverse departamente;
- promovarea permanentă a unui management performant deține un puternic rol în selectarea și formarea KMC-Romania prin companiile și instituțiile care o asumă, ceea ce scoate încă o dată în relief importanța abandonării oricăror improvizații de moment și pe aceea a construcției unor capacități de prognoză pe termen lung;
- afilierea la KMC ajunge să constituie parte integrantă a creării altor inițiative și strategii de business, inclusiv referitoare la structurarea muncii în echipă, implementarea programelor de ameliorare a activității și de training.

## Particularizare
În anul 2014, a apărut lucrarea "Managementul Cunoașterii - factor determinant în accelerarea procesului de absorbție a fondurilor europene", publicată la Editura Economică și constituie o cercetare aplicativă desfășurată în perioada 2010 - 2013, având ca fundament o analiză aprofundată în cadrul Academiei de Studii Economice și un stagiu la Brussels School of International Studies.

## State of the Art

### ConceptulEcoknowledgence(română: Ecognosgență)
Reprezintă o combinație conceptuală a trei abordări de dezvoltare: robustețea durabilității, puterea cunoașterii și beneficiile convergenței. 
Ecoknowledgence (ecognosgența) este cel mai potrivit model al performanței socio-economice, totodată al dezvoltării durabile și al folosirii intensive a cunoașterii, în scopul realizării convergenței. 
Foarte important pentru umanitate este să se separe progresul economic de folosirea extensivă a resurselor naturale neregenerabile, sa se pună accentul pe resursele de cunoaștere, luând în considerare necesitatea de a da o perspectivă trainică puterii de dezvoltare la nivel global. Scopul ecoknowledgence (ecognosgenței) este de a pune bazele progresului continuu, în contextul folosirii intensive a cunoașterii, creând astfel un model de creștere echilibrat.